# Gare de São Caetano do Sul–Prefeito Walter Braido
La gare de São Caetano do Sul–Prefeito Walter Braido (en portugais Estação São Caetano do Sul–Prefeito Walter Braido) est une gare ferroviaire de la ligne 10 (Turquoise) de la Companhia Paulista de Trens Metropolitanos (CTPM). Elle est située rue Serafim Constantino sur le territoire de la municipalité de São Caetano do Sul dans l'État de São Paulo, au Brésil.
Elle porte le nom São Caetano lors de sa mise en service en 1883. Elle est reconstruite en 1973 et renommée avec son nom actuel en 2015.

## Situation ferroviaire

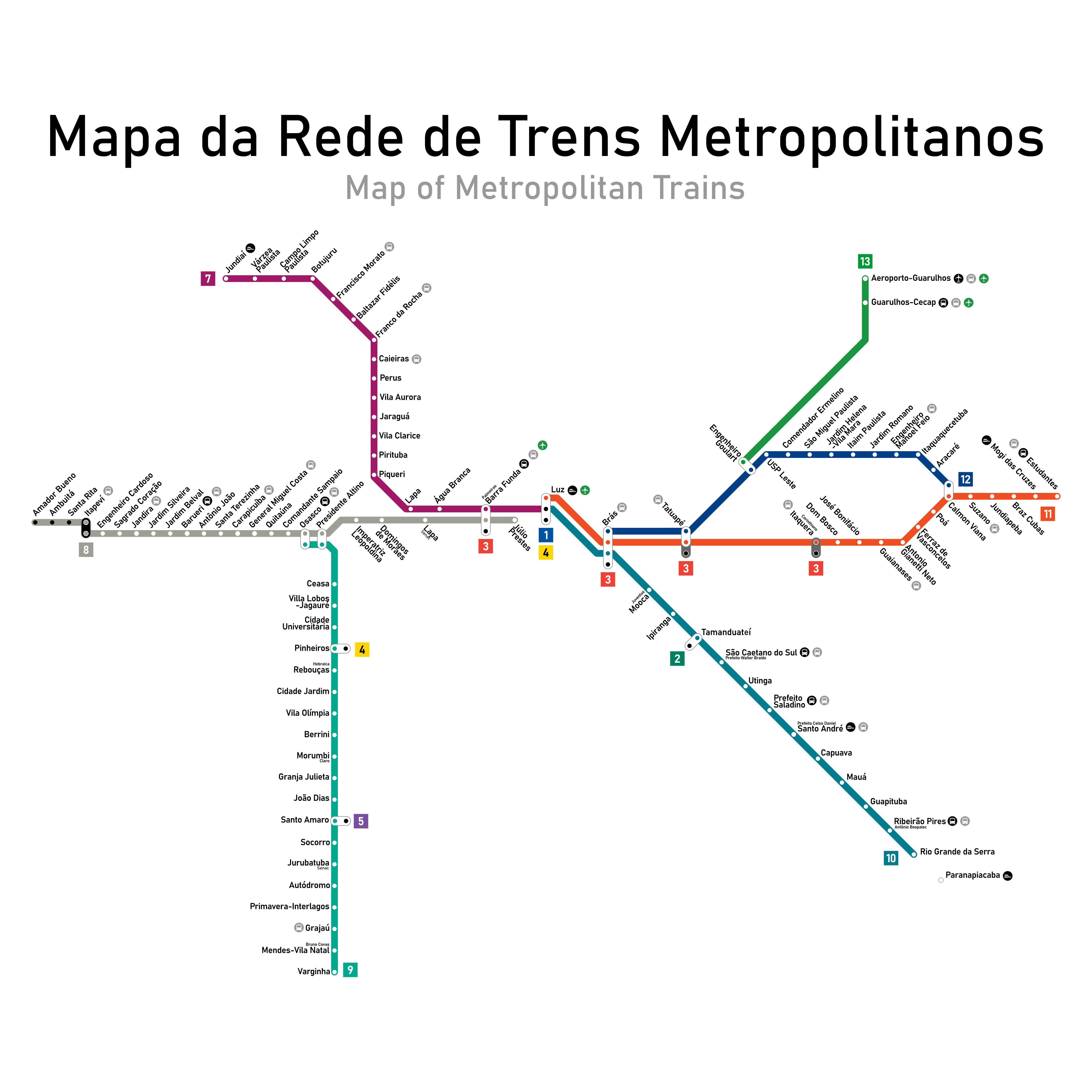
Plan des lignes de la CPTM (2020).

Établie à 737 mètres d'altitude, la gare de São Caetano do Sul–Prefeito Walter Braido est située sur la ligne 10 (Turquoise) de la Companhia Paulista de Trens Metropolitanos (CTPM), entre la gare de Tamanduateí, en direction de la gare terminus de Brás, et la gare d'Utinga, en direction de la gare terminus de Rio Grande da Serra.  

## Histoire
La gare, dénommée São Caetano, est mise en service le 1er mai 1883,.
En 1958, la rénovation du bâtiment ou la reconstruction de la gare est en discussion mais il faut attendre le 20 décembre 1973 pour que ce projet se concrétise avec l'inauguration du nouveau bâtiment construit sur l'emplacement de l'ancien démoli. En 1992 elle devient une gare de la CPTM.
En 2015, la gare est renommée São Caetano do Sul–Prefeito Walter Braido, ajout du nom de l'ancien maire mort en 2008.

## Service des voyageurs

### Accueil
La gare est accessible par la rue Serafim Constantino et la rue Perrela.

### Desserte
Service 710 : circulations sur la relation Jundiaí - Rio Grande da Serra, via Brás (ce qui correspond à une unification des lignes 7 et 10). Cette desserte a lieu tous les jours, y compris les week-ends et les jours fériés, de 4 h à minuit. Cette relation dessert 31 gares, approximativement en 2 h 8 min. Aux heures de pointe du matin et de la fin de l'après-midi l'écart entre les trains est, à la station, de 12 minutes.
Aux heures de pointe du matin et de la fin de l'après-midi le service est complété avec une boucle intérieure, entre Francisco Morato et Mauá où l'intervalle entre les trains passe de 12 à 6 minutes en intercalant des trains desservant uniquement la boucle intérieure avec les trains de la boucle extérieure.

Ligne service 710
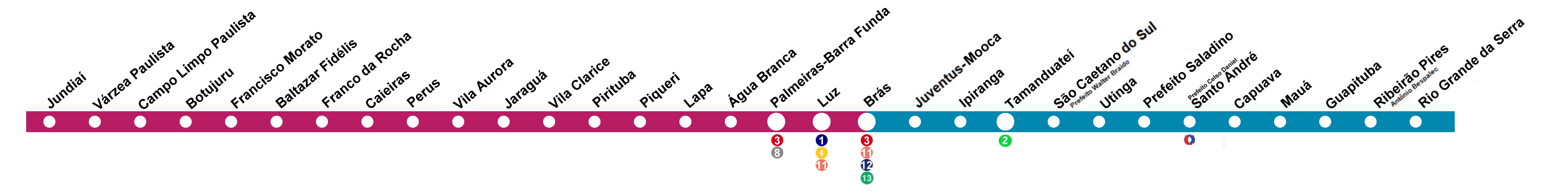

### Intermodalité
La gare est en correspondance avec des stations de bus urbains et interurbains.